# 堀川直裕貴
堀川直裕貴（ほりかわなおゆき）は、埼玉県ふじみ野市出身の男性演歌歌手。2014年2月26日「初恋(こい)ごころ」（TOPDOG RECORDS）にてデビュー。キャッチコピーは「ハニカミ演歌宅配便」。
2016年10月5日に発足した日本のポピュラー音楽界初の"コモンレーベル"S&Lミュージックのアドバイザーを務める。

## 人物・活動
埼玉県ふじみの市出身。1990年2月21日生まれ。デビュー前はマルイファミリー志木に勤めていた。細田学園高等学校卒業。
埼玉県朝霞市のコミュニティFMラジオ局「すまいるエフエム」に自身がパーソナリティを務めるレギュラー番組「堀川直裕貴のハニカミ演歌宅配便」を持っている。2016年の年末12月30日の放送が記念すべき第100回目となった。
社会福祉施設などでの活動も精力的に行う。
東京・お台場のデックス東京ビーチ"台場一丁目商店街"で定期的に行われている「お歌の日」への2017年2月からのレギュラー出演が決まっている。

## ディスコグラフィー
- 1st Single「初恋(こい)ごころ」TOPD-116

01. 初恋(こい)ごころ　02. 夢うつつ・五杯目